# Samuel Szmelke Horowic
Samuel Szmelke Horowic (ur. 1726 w Czortkowie, zm. 28 kwietnia 1778 w Mikulovie) – syn Cwi Hirsch Horowitza – rabin Czortkowa, naczelny rabin Moraw, następnie cadyk w Nikolsburgu (Mikulovie), uczeń Wielkiego Maggida oraz Menachema Mendela był również rabinem w Sieniawie w latach 1766-1773, jego brat Pinches został rabinem we Frankfurcie.
Był jednym z pierwszych wielkich rabinów chasydyzmu. Był rabinem w Ryczywole (od 1754) i Sieniawie (od 1766), w roku 1773 zamieszkał w Nikolsburgu (dziś Mikulov) na Morawach, gdzie początkowo był przewodniczącym sądu kahalnego po czym przyjął urząd tamtejszego rabina. Był wielkim propagatorem idei chasydyzmu, pomimo iż nie był wiernym kontynuatorem nauczania Baal Szem Towa. Autor dzieł o kabale, komentarzy do Tory i do Szulchan Aruch. Jako założyciel ważnej jesziwy wykształcił wielu rabinów, w tym m.in. Menachema Mendla z Rymanowa, Jakuba Izaaka z Lublina i Izraela Hopsztajna z Kozienic.
Pomimo że Samuel Szmelke nie założył dynastii chasydzkiej, jego potomek Mechel Lebowits Shlita zapoczątkował szkołę rabinacką Nikolsburg, dziś liczącą tysiące wyznawców na całym świecie.